# Campeonato Catarinense de Futebol de 2006 - Divisão de Acesso
O Campeonato Catarinense de 2006 - Divisão de Acesso foi a terceira edição do terceiro nível do Campeonato Catarinense. 10 equipes participaram do campeonato, tendo o Camboriuense como campeão.
Inicialmente o campeonato contaria com a participação de 12 equipes, porém antes do começo da disputa, o time do Tiradentes, que buscava reativar o futebol profissional no clube, desistiu da competição.  Dias após esse acontecimento, no dia 16 de julho, o Santa Cruz de Canoinhas também desistiu do campenato. 
Durante os confrontos com Videira na Quartas de final do Turno, o Navegantes foi punido com a perda de 6 pontos por escalação irregular de jogadores na segunda rodada do Turno. Com a perda dos 6 pontos por parte do Navegantes, e os empates entre os clubes nos dois jogos, e na prorrogação. A Classificação que seria do Navegantes foi repassada ao Videira, que mais tarde venceria o Turno.
O artilheiro do campeonato foi o atacante do Blumenau, Geovani. Ele chegou a 16 gols marcados, realizando inclusive um poker-trick na última partida do Blumenau no torneio, contra o Maravilha. 

## Participantes e regulamento

### Regulamento
Os 10 participantes foram divididos em dois grupos regionalizados de 5 equipes cada. O campeonato foi dividido em três fases:
Turno: Os clubes de cada grupo se enfrentam em duelos com os jogos de ida. Os 4 melhores colocados de cada grupo foram classificados para às Quartas de Final. As Quartas de Final foram disputadas em jogos de ida e volta, sendo que o primeiro colocado do grupo A enfrentou o quarto do grupo B, o segundo do grupo A o terceiro do grupo B, e vice versa. Os vencedores se classificaram para as Semifinais, onde jogaram também ida e volta. Os vencedores se enfrentaram em uma final de 2 jogos e o vencedor desta foi classificado para o quadrangular final.
Returno: Idêntico ao primeiro, com os jogos de volta.
Quadrangular Final: Os vencedores de ambos os turnos e os dois melhores classificados na classificação geral (somente jogos da fase de grupos), fizeram o quadrangular final do campeonato. O vencedor desta fase foi declarado o Campeão Catarinense da Divisão de Acesso de 2006, e os dois finalistas (campeão e vice), foram promovidos à Divisão Especial de 2007.
Nas fases eliminatórias, vence o clube que somar mais pontos, independente do saldo de gols, caso haja empate, zera-se o placar e realiza-se uma prorrogação de 30 minutos, se a prorrogação resultar em um empate, o time de melhor campanha passa.

### Participantes
| Equipe         | Município        | Em 2005        | Estádio                            | Capacidade     | Títulos |
| -------------- | ---------------- | -------------- | ---------------------------------- | -------------- | ------- |
| Blumenau       | Blumenau         | 6º             | Complexo Esportivo Bernardo Werner | 3 624          | 0       |
| Brusquense     | Brusque          | Não participou | Augusto Bauer                      | 5 000          | 0       |
| Camboriuense   | Camboriú         | 7º             | Robertão                           | 2 000          | 0       |
| Concórdia      | Concórdia        | 8º             | Domingos Machado de Lima           | 3 161          | 0       |
| Inter de Lages | Lages            | 5º             | Tio Vida                           | 4 681          | 0       |
| Maravilha      | Maravilha        | 9º             | Dr. Leal Filho                     | Sem informação | 0       |
| Navegantes     | Navegantes       | Estreante      | Cirino Adolfo Cabral               | Sem informação | 0       |
| Peri           | Mafra            | Estreante      | Pedra Amarela                      | 2 500          | 0       |
| São Bento      | São Bento do Sul | Estreante      | Associação Zipperer                | Sem informação | 0       |
| Videira        | Videira          | Estreante      | Luiz Leoni                         | 1 945          | 0       |

## Turno

### Grupo A
| Pos. | Equipes      | P  | J | V | E | D | GP | GC | SG  | %  | Classificação                          |
| ---- | ------------ | -- | - | - | - | - | -- | -- | --- | -- | -------------------------------------- |
| 1    | Blumenau     | 10 | 4 | 3 | 1 | 0 | 10 | 5  | +5  | 83 | Classificados para as Quartas de final |
| 2    | Camboriuense | 7  | 4 | 2 | 1 | 1 | 13 | 5  | +8  | 58 | Classificados para as Quartas de final |
| 3    | Navegantes   | 3a | 4 | 3 | 0 | 1 | 10 | 5  | +5  | 75 | Classificados para as Quartas de final |
| 4    | Brusquense   | 3  | 4 | 1 | 0 | 3 | 6  | 13 | –7  | 25 | Classificados para as Quartas de final |
| 5    | São Bento    | 0  | 4 | 0 | 0 | 4 | 1  | 12 | –11 | 0  |                                        |

aO Navegantes perdeu 6 pontos por utilizar 5 atletas irregulares na vitória sobre o Brusquense.

#### Confrontos
|              | BLU | BRU | CAM | NAV | SBT |
| ------------ | --- | --- | --- | --- | --- |
| Blumenau     | —   |     | 2–2 | 2–1 |     |
| Brusquense   | 2–4 | —   |     |     | 1–0 |
| Camboriuense |     | 6–1 | —   |     | 5–0 |
| Navegantes   |     | 3–2 | 2–0 | —   |     |
| São Bento    | 0–2 |     |     | 1–4 | —   |

| Vitória do mandante Vitória do visitante Empate |

### Grupo B
| Pos. | Equipes        | P | J | V | E | D | GP | GC | SG | %  | Classificação                          |
| ---- | -------------- | - | - | - | - | - | -- | -- | -- | -- | -------------------------------------- |
| 1    | Concórdia      | 7 | 4 | 2 | 1 | 1 | 6  | 5  | +1 | 58 | Classificados para as Quartas de final |
| 2    | Videira        | 6 | 4 | 1 | 3 | 0 | 6  | 4  | +2 | 50 | Classificados para as Quartas de final |
| 3    | Maravilha      | 5 | 4 | 1 | 2 | 1 | 5  | 5  | 0  | 42 | Classificados para as Quartas de final |
| 4    | Peri           | 5 | 4 | 1 | 2 | 1 | 3  | 4  | –1 | 42 | Classificados para as Quartas de final |
| 5    | Inter de Lages | 2 | 4 | 0 | 2 | 2 | 2  | 4  | –2 | 17 |                                        |

#### Confrontos
|                | CON | INT | MAR | PER | VID |
| -------------- | --- | --- | --- | --- | --- |
| Concórdia      | —   | 1–0 | 2–1 |     | 2–2 |
| Inter de Lages |     | —   | 1–2 | 0–0 |     |
| Maravilha      |     |     | —   |     | 1–1 |
| Peri           | 2–1 |     | 1–1 | —   |     |
| Videira        |     | 1–1 |     | 2–0 | —   |

| Vitória do mandante Vitória do visitante Empate |

### Fases finais
Em itálico, os times que possuem o mando de campo no primeiro jogo do confronto e em negrito os times classificados.
|  | Quartas de final  | Quartas de final  | Quartas de final  | Quartas de final  |   |              | Semifinais        | Semifinais        | Semifinais        | Semifinais        |  |         | Final                        | Final                        | Final                        | Final                        |  |  |
|  | 16 a 20 de agosto | 16 a 20 de agosto | 16 a 20 de agosto | 16 a 20 de agosto |   |              | 23 e 27 de agosto | 23 e 27 de agosto | 23 e 27 de agosto | 23 e 27 de agosto |  |         | 30 de agosto e 3 de setembro | 30 de agosto e 3 de setembro | 30 de agosto e 3 de setembro | 30 de agosto e 3 de setembro |  |  |
|  |                   |                   |                   |                   |   |              |                   |                   |                   |                   |  |         |                              |                              |                              |                              |  |  |
|  | Peri              | 4                 | 3                 | 7                 |   |              |                   |                   |                   |                   |  |         |                              |                              |                              |                              |  |  |
|  | Blumenau          | 2                 | 3                 | 5                 |   |              |                   |                   |                   |                   |  |         |                              |                              |                              |                              |  |  |
|  | Blumenau          | 2                 | 3                 | 5                 |   | Peri         | 0                 | 0                 | 0                 |                   |  |         |                              |                              |                              |                              |  |  |
|  |                   |                   |                   |                   |   | Peri         | 0                 | 0                 | 0                 |                   |  |         |                              |                              |                              |                              |  |  |
|  |                   | Videira           | 1                 | 3                 | 4 |              |                   |                   |                   |                   |  |         |                              |                              |                              |                              |  |  |
|  | Navegantes        | Videira           | 1                 | 3                 | 4 | 1            | 0 (0)             | 1                 |                   |                   |  |         |                              |                              |                              |                              |  |  |
|  | Navegantes        |                   |                   |                   |   | 1            | 0 (0)             | 1                 |                   |                   |  |         |                              |                              |                              |                              |  |  |
|  | Videira (pro)     | 1                 | 0 (0)             | 1                 |   |              |                   |                   |                   |                   |  |         |                              |                              |                              |                              |  |  |
|  | Videira (pro)     | 1                 | 0 (0)             | 1                 |   |              |                   |                   |                   |                   |  | Videira | 2                            | 1                            | 3                            |                              |  |  |
|  |                   |                   |                   |                   |   |              |                   |                   |                   |                   |  | Videira | 2                            | 1                            | 3                            |                              |  |  |
|  |                   | Camboriuense      | 0                 | 1                 | 1 |              |                   |                   |                   |                   |  |         |                              |                              |                              |                              |  |  |
|  | Maravilha         | Camboriuense      | 0                 | 1                 | 1 | 2            | 1                 | 3                 |                   |                   |  |         |                              |                              |                              |                              |  |  |
|  | Maravilha         |                   |                   |                   |   | 2            | 1                 | 3                 |                   |                   |  |         |                              |                              |                              |                              |  |  |
|  | Camboriuense      | 2                 | 2                 | 4                 |   |              |                   |                   |                   |                   |  |         |                              |                              |                              |                              |  |  |
|  | Camboriuense      | 2                 | 2                 | 4                 |   | Camboriuense | 2                 | 0                 | 2                 |                   |  |         |                              |                              |                              |                              |  |  |
|  |                   |                   |                   |                   |   | Camboriuense | 2                 | 0                 | 2                 |                   |  |         |                              |                              |                              |                              |  |  |
|  |                   | Concórdia         | 1                 | 0                 | 1 |              |                   |                   |                   |                   |  |         |                              |                              |                              |                              |  |  |
|  | Brusquense        | Concórdia         | 1                 | 0                 | 1 | 1            | 1                 | 2                 |                   |                   |  |         |                              |                              |                              |                              |  |  |
|  | Brusquense        |                   |                   |                   |   | 1            | 1                 | 2                 |                   |                   |  |         |                              |                              |                              |                              |  |  |
|  | Concórdia         | 3                 | 3                 | 6                 |   |              |                   |                   |                   |                   |  |         |                              |                              |                              |                              |  |  |

Após um empate em cada jogo das quartas de final, e o empate na prorrogação. O Videira se classificou devido a melhor campanha na fase anterior.

### Vencedor do Turno
| Campeonato Catarinense de 2006 Divisão de Acesso (Turno) |
| -------------------------------------------------------- |
| Videira                                                  |
| Videira Campeão                                          |

## Returno

### Grupo A
| Pos. | Equipes      | P  | J | V | E | D | GP | GC | SG  | %   | Classificação                          |
| ---- | ------------ | -- | - | - | - | - | -- | -- | --- | --- | -------------------------------------- |
| 1    | Camboriuense | 12 | 4 | 4 | 0 | 0 | 12 | 1  | +11 | 100 | Classificados para as Quartas de final |
| 2    | Blumenau     | 9  | 4 | 3 | 0 | 1 | 6  | 6  | 0   | 75  | Classificados para as Quartas de final |
| 3    | Navegantes   | 4  | 4 | 1 | 1 | 2 | 5  | 5  | 0   | 33  | Classificados para as Quartas de final |
| 4    | Brusquense   | 2  | 4 | 0 | 2 | 2 | 0  | 3  | –3  | 17  | Classificados para as Quartas de final |
| 5    | São Bento    | 1  | 4 | 0 | 1 | 3 | 0  | 8  | –8  | 8   |                                        |

#### Confrontos
|              | BLU | BRU | CAM | NAV | SBT |
| ------------ | --- | --- | --- | --- | --- |
| Blumenau     | —   | 1–0 |     |     | 2–0 |
| Brusquense   |     | —   | 0–2 | 0–0 |     |
| Camboriuense | 4–0 |     | —   | 2–1 |     |
| Navegantes   | 2–3 |     |     | —   | 2–0 |
| São Bento    |     | 0–0 | 0–4 |     | —   |

| Vitória do mandante Vitória do visitante Empate |

### Grupo B
| Pos. | Equipes        | P | J | V | E | D | GP | GC | SG | %  | Classificação                          |
| ---- | -------------- | - | - | - | - | - | -- | -- | -- | -- | -------------------------------------- |
| 1    | Inter de Lages | 7 | 4 | 2 | 1 | 1 | 11 | 6  | +5 | 58 | Classificados para as Quartas de final |
| 2    | Maravilha      | 7 | 4 | 2 | 1 | 1 | 7  | 5  | +2 | 58 | Classificados para as Quartas de final |
| 3    | Peri           | 7 | 4 | 2 | 1 | 1 | 6  | 6  | 0  | 58 | Classificados para as Quartas de final |
| 4    | Videira        | 6 | 4 | 2 | 0 | 2 | 5  | 5  | 0  | 50 | Classificados para as Quartas de final |
| 5    | Concórdia      | 1 | 4 | 0 | 1 | 3 | 6  | 13 | –7 | 8  |                                        |

#### Confrontos
|                | CON | INT | MAR | PER | VID |
| -------------- | --- | --- | --- | --- | --- |
| Concórdia      | —   |     |     | 1–1 |     |
| Inter de Lages | 6–1 | —   |     |     | 2–1 |
| Maravilha      | 3–2 | 1–1 | —   | 3–1 |     |
| Peri           |     | 3–2 |     | —   | 1–0 |
| Videira        | 3–2 |     | 1–0 |     | —   |

| Vitória do mandante Vitória do visitante Empate |

### Fases finais
Em itálico, os times que possuem o mando de campo no primeiro jogo do confronto e em negrito os times classificados.
|  | Quartas de final  | Quartas de final  | Quartas de final  | Quartas de final  |   |                | Semifinais        | Semifinais        | Semifinais        | Semifinais        |  |            | Final                        | Final                        | Final                        | Final                        |  |  |
|  | 16 a 20 de agosto | 16 a 20 de agosto | 16 a 20 de agosto | 16 a 20 de agosto |   |                | 23 e 27 de agosto | 23 e 27 de agosto | 23 e 27 de agosto | 23 e 27 de agosto |  |            | 30 de agosto e 3 de setembro | 30 de agosto e 3 de setembro | 30 de agosto e 3 de setembro | 30 de agosto e 3 de setembro |  |  |
|  |                   |                   |                   |                   |   |                |                   |                   |                   |                   |  |            |                              |                              |                              |                              |  |  |
|  | Videira           | 3                 | 0                 | 3                 |   |                |                   |                   |                   |                   |  |            |                              |                              |                              |                              |  |  |
|  | Camboriuense      | 0                 | 0                 | 0                 |   |                |                   |                   |                   |                   |  |            |                              |                              |                              |                              |  |  |
|  | Camboriuense      | 0                 | 0                 | 0                 |   | Videira        | 1                 | 0 (0)             | 1                 |                   |  |            |                              |                              |                              |                              |  |  |
|  |                   |                   |                   |                   |   | Videira        | 1                 | 0 (0)             | 1                 |                   |  |            |                              |                              |                              |                              |  |  |
|  |                   | Navegantes (pro)  | 0                 | 1 (0)             | 1 |                |                   |                   |                   |                   |  |            |                              |                              |                              |                              |  |  |
|  | Navegantes (pro)  | Navegantes (pro)  | 0                 | 1 (0)             | 1 | 3              | 2 (1)             | 6                 |                   |                   |  |            |                              |                              |                              |                              |  |  |
|  | Navegantes (pro)  |                   |                   |                   |   | 3              | 2 (1)             | 6                 |                   |                   |  |            |                              |                              |                              |                              |  |  |
|  | Maravilha         | 0                 | 3 (0)             | 3                 |   |                |                   |                   |                   |                   |  |            |                              |                              |                              |                              |  |  |
|  | Maravilha         | 0                 | 3 (0)             | 3                 |   |                |                   |                   |                   |                   |  | Navegantes | 1                            | 2                            | 3                            |                              |  |  |
|  |                   |                   |                   |                   |   |                |                   |                   |                   |                   |  | Navegantes | 1                            | 2                            | 3                            |                              |  |  |
|  |                   | Blumenau          | 1                 | 6                 | 7 |                |                   |                   |                   |                   |  |            |                              |                              |                              |                              |  |  |
|  | Peri              | Blumenau          | 1                 | 6                 | 7 | 0              | 2                 | 2                 |                   |                   |  |            |                              |                              |                              |                              |  |  |
|  | Peri              |                   |                   |                   |   | 0              | 2                 | 2                 |                   |                   |  |            |                              |                              |                              |                              |  |  |
|  | Blumenau          | 2                 | 2                 | 4                 |   |                |                   |                   |                   |                   |  |            |                              |                              |                              |                              |  |  |
|  | Blumenau          | 2                 | 2                 | 4                 |   | Blumenau (pro) | 1                 | 2 (2)             | 5                 |                   |  |            |                              |                              |                              |                              |  |  |
|  |                   |                   |                   |                   |   | Blumenau (pro) | 1                 | 2 (2)             | 5                 |                   |  |            |                              |                              |                              |                              |  |  |
|  |                   | Inter de Lages    | 0                 | 3 (0)             | 3 |                |                   |                   |                   |                   |  |            |                              |                              |                              |                              |  |  |
|  | Brusquense        | Inter de Lages    | 0                 | 3 (0)             | 3 | 1              | 0                 | 1                 |                   |                   |  |            |                              |                              |                              |                              |  |  |
|  | Brusquense        |                   |                   |                   |   | 1              | 0                 | 1                 |                   |                   |  |            |                              |                              |                              |                              |  |  |
|  | Inter de Lages    | 1                 | 3                 | 4                 |   |                |                   |                   |                   |                   |  |            |                              |                              |                              |                              |  |  |

Após uma vitória e uma derrota em cada jogo das semifinais, e o empate na prorrogação. O Navegantes se classificou devido a melhor campanha nas fases anteriores.

### Vencedor do Returno
| Campeonato Catarinense de 2006 Divisão de Acesso (Returno) |
| ---------------------------------------------------------- |
| Blumenau                                                   |
| Blumenau Campeão                                           |

## Classificação após turno e returno
| Pos. | Equipes        | P  | J | V | E | D | GP | GC | SG  | %  | Classificação                                           |
| ---- | -------------- | -- | - | - | - | - | -- | -- | --- | -- | ------------------------------------------------------- |
| 1    | Camboriuense   | 19 | 8 | 6 | 1 | 1 | 25 | 6  | +19 | 79 | Classificado ao Quadrangular final                      |
| 2    | Blumenau       | 19 | 8 | 6 | 1 | 1 | 16 | 11 | +5  | 79 | Campeão do Returno e classificado ao Quadrangular final |
| 3    | Videira        | 12 | 8 | 3 | 3 | 2 | 11 | 9  | +2  | 50 | Campeão do Turno e classificado ao Quadrangular final   |
| 4    | Maravilha      | 12 | 8 | 3 | 3 | 2 | 12 | 10 | +2  | 50 | Classificado ao Quadrangular final                      |
| 5    | Peri           | 12 | 8 | 3 | 3 | 2 | 9  | 10 | –1  | 50 |                                                         |
| 6    | Inter de Lages | 9  | 8 | 2 | 3 | 3 | 13 | 10 | +3  | 37 |                                                         |
| 7    | Concórdia      | 8  | 8 | 2 | 2 | 4 | 12 | 18 | –6  | 33 |                                                         |
| 8    | Navegantes     | 7a | 8 | 4 | 1 | 3 | 15 | 10 | +5  | 54 |                                                         |
| 9    | Brusquense     | 5  | 8 | 1 | 2 | 5 | 6  | 16 | –10 | 21 |                                                         |
| 10   | São Bento      | 1  | 8 | 0 | 1 | 7 | 1  | 20 | –19 | 4  |                                                         |

aO Navegantes perdeu 6 pontos por utilizar 5 atletas irregulares na segunda rodada do Turno.

## Quadrangular final
| Pos. | Equipes      | P  | J | V | E | D | GP | GC | SG | %  | Classificação                                                      |
| ---- | ------------ | -- | - | - | - | - | -- | -- | -- | -- | ------------------------------------------------------------------ |
| 1    | Camboriuense | 13 | 6 | 4 | 1 | 1 | 16 | 9  | +7 | 72 | Classificados para a Final e promovidos à Divisão Especial de 2007 |
| 2    | Videira      | 10 | 6 | 3 | 1 | 2 | 8  | 12 | –4 | 56 | Classificados para a Final e promovidos à Divisão Especial de 2007 |
| 3    | Blumenau     | 7  | 6 | 2 | 1 | 3 | 14 | 10 | +4 | 39 |                                                                    |
| 4    | Maravilha    | 4  | 6 | 1 | 1 | 4 | 8  | 14 | –6 | 22 |                                                                    |

### Confrontos
|              | BLU | CAM | MAR | VID |
| ------------ | --- | --- | --- | --- |
| Blumenau     | —   | 1–1 | 5–1 | 4–0 |
| Camboriuense | 3–1 | —   | 2–1 | 5–0 |
| Maravilha    | 2–1 | 3–4 | —   | 1–1 |
| Videira      | 3–2 | 3–1 | 1–0 | —   |

| Vitória do mandante Vitória do visitante Empate |

## Final
O time de melhor campanha no quadrangular final tem o direito do mando de campo na segunda partida da final.

### Partida de ida
| 22 de novembro | Videira | 1 – 3 | Camboriuense | Luiz Leoni, Videira |
|                |         |       |              |                     |

### Partida de volta
| 26 de novembro | Camboriuense | 1 – 3 2 – 0 (pro) | Videira | Robertão, Camboriú |
|                |              |                   |         |                    |

## Premiação
| Campeonato Catarinense 2006 Divisão de Acesso |
| --------------------------------------------- |
| Camboriuense Campeão (1º título)              |

## Estatísticas

### Artilharia
| Gols | Jogador      | Equipe         |
| ---- | ------------ | -------------- |
| 16   | Geovani      | Blumenau       |
| 5    | Rafael       | Concórdia      |
| 4    | Leandro      | Camboriuense   |
| 4    | Maycon       | Camboriuense   |
| 4    | Erlon        | Inter de Lages |
| 4    | João Alfredo | Navegantes     |

### Hat-tricks
| Jogador    | Clube        | Adversário | Placar  | Data           | Ref. |
| ---------- | ------------ | ---------- | ------- | -------------- | ---- |
| Leandro    | Camboriuense | São Bento  | 5–0 (C) | 30 de julho    |      |
| Célio Lima | Navegantes   | São Bento  | 4–1 (F) | 13 de agosto   |      |
| Maycon     | Camboriuense | São Bento  | 4–0 (F) | 24 de setembro |      |

### Poker-tricks
| Jogador | Clube    | Adversário | Placar  | Data           | Ref.  |
| ------- | -------- | ---------- | ------- | -------------- | ----- |
| Geovani | Blumenau | Maravilha  | 5–1 (C) | 19 de novembro | [ 4 ] |

### Média de público
| Pos. | Time           | Média |
| ---- | -------------- | ----- |
| 1    | Camboriuense   | 377   |
| 2    | Inter de Lages | 360   |
| 3    | Blumenau       | 267   |
| 4    | Videira        | 214   |
| 5    | Concórdia      | 201   |
| 6    | Peri           | 158   |
| 7    | São Bento      | 156   |
| 8    | Navegantes     | 138   |
| 9    | Brusquense     | 104   |
| 10   | Maravilha      | 92    |